# Sheikh Jamal Dhanmondi Club
Maillots
Actualités
Le Lt. Sheikh Jamal Dhanmondi Club (en bengali : শেখ জামাল ধানমন্ডি ক্লাব), plus couramment abrégé en Sheikh Jamal DC, est un club bangladais de football fondé en 1962 et basé dans la ville de Dhanmondi.

## Historique
- 2011 : Première saison en Bangladesh League et premier titre de champion du Bangladesh
- 2012 : Première participation à la Coupe du président de l'AFC
- 2014 : Deuxième succès en championnat, ce qui permet au club de participer au tour préliminaire de la Coupe de l'AFC 2016.
- 2015 : Doublé Coupe-championnat

## Palmarès
| Compétitions nationales |
| --- |
| - Championnat du Bangladesh (3) : - Vainqueur en 2010-11, 2013-14 et 2014-15. - Vice-champion en 2012-13. - Coupe du Bangladesh (3) : - Vainqueur en 2011, 2012-13 et 2015. - Finaliste en 2009-10 et 2012. |

## Personnalités du club

### Présidents du club
- Safwan Sobhan Tasvir

### Entraîneurs du club
- Zoran Kraljević
- Joseph Afusi
- Shafiqul Islam Manik